# Leucania nigrofasciata
Leucania nigrofasciata är en fjärilsart som beskrevs av George Francis Hampson 1894. Leucania nigrofasciata ingår i släktet Leucania och familjen nattflyn. Inga underarter finns listade i Catalogue of Life.